# Rómulo Lazarde
Rómulo Lazarde (* 5. Juli 1940 in Valle de Pedro González/Nueva Esparta; † 4. Juni 2021 in Caracas) war ein venezolanischer Gitarrist, Komponist und Musikpädagoge.

## Leben
Lazarde trat schon siebenjährig in Amateurfunkprogrammen auf. Im Alter von zwölf Jahren begann er ein Gitarrenstudium an der Musikschule José Ángel Lamas bei Raúl Borges, Vicente Emilio Sojo und Guillermo Ramos. In Madrid setzte er seine Ausbildung bei Andrés Segovia und Rodrigo Riera fort, und an der Musikschule Lino Gallardo erwarb er den Titel eines Profesor Ejecutante.
Fünfzehnjährig brachte Lazarde seine erste Komposition, eine Suite clásica, zur Aufführung. Zehn Jahre später galt er als Gitarrenvirtuose als gleichrangig mit dem überaus erfolgreichen Alirio Díaz. Über viele Jahre wirkte er als Komponist, Solist und Lehrer in New York und in Österreich. Mit der Komposition Experiencias acústico-tímbricas löste er sich von prägenden Vorbildern wie dem Komponisten Antonio Lauro. Als erster Musikpädagoge Venezuelas lenkte er die Aufmerksamkeit auf die Erforschung der Fingersätze und den Einsatz konditionierter Reflexe.
Nach dem Tod Lauros 1986 übernahm er dessen Studenten und führte sie zum Abschluss ihres Studiums. Auf Einladung der Fundación 6 Cuerdas stellte er 2013 bei einem Meisterkurs in La Asunción seine Gitarrentechnik vor. In seinen letzten Lebensjahren unterrichtete er in Caracas und trat bei Konzerten in Venezuela auf.